# Prix Philippe-Caloni
Le prix Philippe-Caloni, récompensant le meilleur intervieweur de l'année, est une distinction française de journalisme créée en 2007 par Marie-Françoise Caloni et ses enfants, en l'honneur du journaliste Philippe Caloni (1940-2003). La Société civile des auteurs multimédia (Scam) en est le partenaire.

## Le prix
Le prix est destiné à « un(e) journaliste ayant fait preuve de talent et d’éclectisme, en particulier dans l’exercice de l’interview ou de l’entretien ». Il a été créé par l'épouse de Philippe Caloni, Marie-Françoise Caloni (1938-2008), et ses enfants, Édouard-Vincent, Guillaume et Pierre-Gautier. Ce prix est animé par l’association Périculture - Prix Philippe Caloni, fondée à cet effet, et est soutenu  par la Scam.
Le jury 2017, présidé par Jean-Noël Jeanneney, est composé de Thierry Ardisson, Jean-Jacques Bourdin, Edouard-Vincent Caloni, Thierry Demaizière, Jacques Esnous, Anne-Sophie Lapix, Emmanuel Laurentin, Emmanuel Moreau, Léa Salamé, Frédéric Taddeï et Marc Voinchet.

## Lauréats du prix Philippe-Caloni
- 2007 : Frédéric Taddeï, émissions Regarde les hommes changer, Europe 1, Ce soir (ou jamais), France 3[4].
- 2008 : Emmanuel Laurentin, La Fabrique de l'histoire, France Culture[5].
- 2009 : Nicolas Demorand, InterMatin le 7-9h30, France Inter, C politique, France 5[6].
- 2010 : Jean-Jacques Bourdin, Bourdin & Co (matinale) sur RMC[7],[8].
- 2011 : Jean-Michel Aphatie, RTL[9],[10].
- 2012 : Anne-Sophie Lapix, Canal +[11],[12].
- 2013 : Marc Voinchet, Les Matins de France Culture, France Culture[13],[14]
- 2014 : Thierry Demaizière, Sept à huit, TF1[15],[16]
- 2015 : Léa Salamé, Le 7-9, France Inter[17],[18],[19].
- 2016 : Thierry Ardisson, Salut les Terriens !, C8[20],[21],[22].
- 2017 : Élizabeth Martichoux, l'Invité de RTL[23],[24],[25].
- 2018 : Augustin Trapenard, Boomerang, France Inter[26],[27],[28]